# پروزن (هنرهای رزمی ترکیبی)

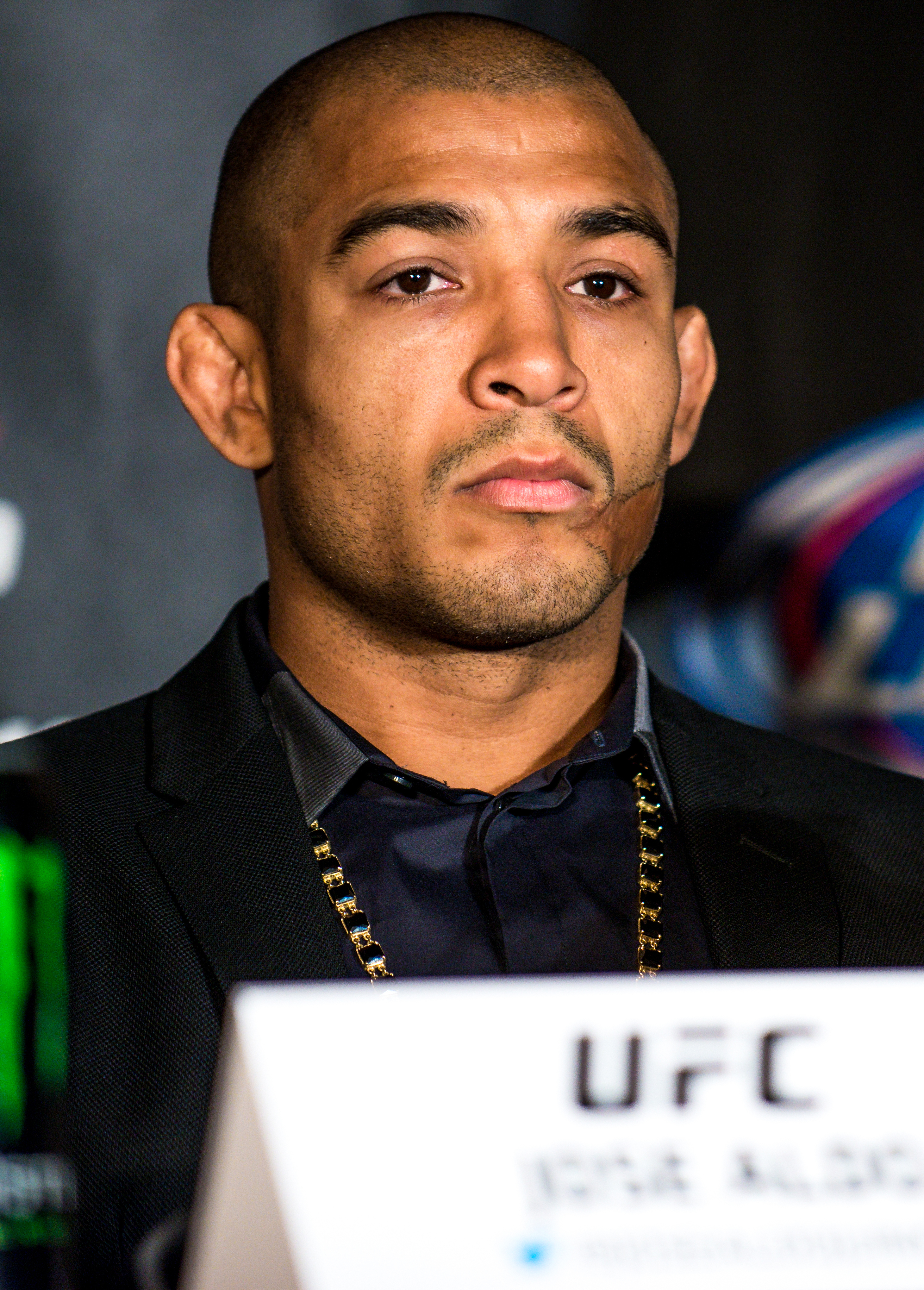
خوزه آلدو، یک رزمی‌کار پروزن - دسامبر ۲۰۱۵

پروزن (انگلیسی: Featherweight) از دسته‌های وزنی در مسابقات هنرهای رزمی ترکیبی است، که ورزشکاران بین ۱۳۵ تا ۱۴۵ پوند (۶۱٫۲ تا ۶۵٫۸ کیلوگرم) را در بر می‌گیرد. دسته پروزن، سنگین‌تر از خروس‌وزن و سبک‌تر از سبک‌وزن می‌باشد. در مسابقات حرفه‌ای هنرهای رزمی ترکیبی مانند سازمان یواف‌سی، دسته پروزن در مسابقات زنان چهارمین شاخه و در مسابقات مردان سومین شاخه وزنی از ورزشکاران را تشکیل می‌دهد.